# Unia Ludowa (Belgia)
Unia Ludowa (niderl. Volksunie, VU) – belgijska niderlandzkojęzyczna partia polityczna o profilu umiarkowanie nacjonalistycznym. Funkcjonowała w latach 1954–2001.
Ugrupowanie powstało na bazie koalicji wyborczej flamandzkich chrześcijańskich nacjonalistów. Stopniowo zyskiwało na popularności, przekraczając w 1971 próg 10% głosów, utrzymując je w kolejnych wyborach w 1974 i 1977. Partia odchodziła od postulatów separatystycznych na rzecz programu federalizmu i autonomii Flandrii. W 1977 weszła w skład koalicji tworzącej rząd centralny, na czele którego stał Leo Tindemans. Radykalne skrzydło VU na czele z Karelem Dillenem odeszło wówczas do Flamandzkiej Partii Narodowej, na bazie której powstał nacjonalistyczny Blok Flamandzki.
Unia Ludowa utrzymywała stabilne poparcie w latach 80., wkrótce jednak zaczęła tracić wyborców, w kolejnych wyborach przegrywając z Blokiem Flamandzkim. W 2001 doszło do jej rozwiązania. Na bazie VU powstały wówczas dwa ugrupowania – SPIRIT i Nowy Sojusz Flamandzki.

## Wyniki wyborcze
Wybory do Izby Reprezentantów:
- 1958: 2,0% głosów, 1 mandat
- 1961: 3,5% głosów, 5 mandatów
- 1965: 6,7% głosów, 12 mandatów
- 1968: 9,8% głosów, 20 mandatów
- 1971: 11,1% głosów, 21 mandatów
- 1974: 10,2% głosów, 22 mandaty
- 1977: 10,0% głosów, 20 mandatów
- 1978: 7,0% głosów, 14 mandatów
- 1981: 9,8% głosów, 20 mandatów
- 1985: 7,9% głosów, 16 mandaty
- 1987: 8,0% głosów, 16 mandaty
- 1991: 5,9% głosów, 10 mandatów
- 1995: 4,7% głosów, 5 mandatów
- 1999: 5,6% głosów, 8 mandatów